# Ignacia Zeballos Taborga
Ignacia Zeballos Taborga (La Enconada, Santa Cruz, Bolívia, 27 de juny de 1831 - La Paz, Bolívia, 5 de setembre de 1904) fou una heroïna boliviana que va participar en la Guerra del Pacífic com a infermera. En concloure la guerra va ser distingida amb el rang de Coronela de Sanitat i declarada Heroïna Benemèrita de la Pàtria; de manera pòstuma va ser declarada Mare del Soldat Bolivià per part de les forces armades del seu país.

## Biografia
Ignacia Zeballos Taborga va néixer a Bolívia a la Enconada, actualment sent el Municipi de Warnes, al departament de Santa Cruz el 27 de juny de 1831. Fou filla de Pedro Zeballos i Antonia Taborga, va tenir dos germans i va casar-se en dues ocasions, enviduant en ambdós casos.
Després de la defunció del seu segon marit, es va traslladar a viure a la ciutat de La Paz, on es va dedicar a l'ofici de costurera. El 1876 va participar en la crema del Palau de Govern, en l'intent fallit d'enderrocar el govern del llavors president bolivià Tomás Fredes, que va tornar al poder després d'aquests esdeveniments a Santa Cruz.
Estant a Santa Cruz, va ser assabentada de la comunicació del Ministeri de Govern del 3 de març de 1879 que, amb caràcter de urgència, va haver d'instruir l'apilament d'armament i munició per a la defensa del país davant de la invasió de l'exèrcit xilè al port de Antofagasta el 14 de febrer de 1879. A causa de les condicions d'accés en aquell moment a l'orient bolivià va arribar a la Prefectura de Santa Cruz el 28 de març del mateix any. Encara que el comunicat eximia els residents de Santa Cruz i Beni d'allistar-se a causa de la distància i falta de recursos, Ignacia Zeballos es va traslladar fins a la ciutat de La Paz a cavall al costat de l'Escuadrón Velasco o Rifleros de l'Orient. A La Paz s'hi va allistar, i va participar al Batalló Colorados, partint després cap a Tacna, vestint l'uniforme del seu difunt marit, el Tinent Blanco.
A la seva arribada a Tacna, es va incorporar com a infermera a la Creu Roja, en aquell moment coneguda com a Ambulància, participant al costat de les tropes de Bolívia i Perú a les batalles de Ite i Moquegua, en les que, a llom de mula, carregava els nens de les Rabonas (esposes o mares dels soldats que els acompanyaven per proveir-los menjar i roba neta) i els rifles dels soldats.
Ignacia relataria la Batalla de l'Alt de l'Aliança del 26 de maig de 1880 d'aquesta manera:
| « | L'endemà em vaig dirigir al lloc on va ser la batalla, portant.hi carn, pa i quatre càrregues d'aigua, acompanyada de dos sanitaris; en passar per aquest lloc i en veure mortaldat tan immensa se'm va trencar el cor i vaig plorar sang; el quadre no només era de mortaldat, tenia un element viu, però molt més trist que la figura dels morts; dones vestides amb mantes i polleras descolorides, algunes carregant una criatura a l'esquena o portant un nen de la mà, circulaven entre els cadàvers; encorbades cercant l'espòs, l'amant i potser el fill, que no va tornar a Tacna. Guiades pel color de les jaquetes, feien voltes a les restes humanes i quan reconeixien al que buscaven, queien de genolls al seu costat, abatudes pel dolor en comprovar que l'ésser estimat al qual havien seguit a través de tantes vicissituds, tant d'esforç i sacrifici, havia acabat la seva vida allà, en una pampa maleïda, d'una manera tan cruel, desfigurat pel projectil polsós i ensangonat, convertit en un miserable tros de carn pàl·lida i freda que començava a descompondre's sota un sol sense pietat i un cel sense misericòrdia. Oh, Rabona boliviana, tan heroica com els guerrers jacents!, la més anònima de totes les heroïnes anònimes. | » |

Finalitzada la Guerra del Pacífic, la Convenció Nacional de 1880 la va declarar Heroïna Benemèrita de la Pàtria, conferint-li el títol de Coronela de Sanitat, atorgant-li una medalla d'or i assignant-li una pensió vitalícia de quaranta pesos bolivians mensuals.
La Coronela Zeballos va morir a la ciutat de La Paz als 73 anys d'edat, el 5 de setembre de 1904; va ser enterrada al Panteó dels Notables, al Cementiri General de La Paz amb tots els honors militars de l'Exèrcit de Bolívia pel seu rang.
El 27 de maig de 1982 les restes de Ignacia Zeballos van ser traslladades en una urna a la seva terra natal de Warnes, i col·locades al peu del seu monument a la rotonda nord de la carretera a Montero.

## Reconeixements pòstums
Mitjançant el Decret Suprem Número 1232 de 17 de juny de 1948, el president Enrique Hertzog va determinar que l'Escola Nacional d'Infermeres de La Paz sigui anomenada “Ignacia Zeballos” en honor de l'heroïna boliviana.
El 27 de maig de 1982, coincidint amb la celebració del Dia de les Mares Bolivianes, en ocasió del trasllat de les restes de l'heroïna boliviana a la seva terra natal de Warnes, les Forces Armades de Bolívia la van declarar Mare del Soldat Bolivià. Carrers dels departaments de Santa Cruz, Chuquisaca i La Paz porten el seu nom, així com instituts i unitats educatives del seu país.